# Aliaxei Katkavets
Aliaxei Katkavets (7 de junio de 1998) es un deportista de Bielorrusia que compite en atletismo. Ganó una medalla de bronce en el Campeonato Europeo de Atletismo Sub-23 de 2019, en la prueba de Lanzamiento de jabalina.